# NGC 7038
NGC 7038 (również PGC 66414) – galaktyka spiralna z poprzeczką (SBc), znajdująca się w gwiazdozbiorze Indianina. Odkrył ją John Herschel 30 września 1834 roku.
W galaktyce tej zaobserwowano supernowe SN 1983L i SN 2010dx.